# 良岑義方
良岑 義方（よしみね の よしかた、生年不詳 - 天徳元年（957年））は、平安時代中期の貴族。参議・良岑衆樹の子。官位は正四位下・左近衛中将。

## 経歴
朱雀朝にて、右近衛少将を経て天慶2年（939年）五位蔵人を務めるなど、天皇の身近に仕える。その後も、天慶6年（943年）従四位下、天慶8年（945年）右近衛中将、天暦2年（948年）従四位上、天暦4年（950年）左近衛中将と、朱雀朝から村上朝初期にかけて、近衛府の次将を務めながら順調に昇進した。またこの間の天慶4年（941年）絵所別当に任ぜられたほか、内蔵権頭なども務めている。
天暦9年（955年）頃に左近衛中将を辞任した後の経歴は明らかでないが、位階は正四位下に至った。天徳元年（957年）卒去。
勅撰歌人として、『後撰和歌集』に和歌作品1首が採録されている。

## 官歴
- 時期不詳：従五位下
- 承平7年（937年） 2月16日：見右近衛少将[2]
- 天慶2年（939年） 4月7日：五位蔵人[3]
- 時期不詳：正五位下
- 天慶4年（941年） 日付不詳：絵所別当[4]
- 天慶5年（942年） 4月27日：見内蔵権頭[5]
- 天慶6年（943年） 正月7日：従四位下[3]
- 天慶8年（945年） 11月25日?：右近衛中将[6]
- 天暦2年（948年） 正月10日：従四位上[7]
- 天暦3年（949年） 3月16日：見右近衛中将内蔵権頭丹波権守
- 天暦4年（950年） 2月1日?：左近衛中将[6]
- 天暦9年（955年） 7月24日?：止左近衛中将[6]
- 時期不詳：正四位下。美濃守[8]
- 天徳元年（957年） 日付不詳：卒去[1]